# Гармония мира (опера)
Гармония мира (нем. Die Harmonie der Welt, англ. The Harmony of the World) — опера немецкого композитора Пауля Хиндемита в пяти действиях. Либретто на немецком языке также написал композитор. Создание оперы заняло около семи лет: партитура была завершена 30 мая 1957 года.
Название оперы взято из книги «Гармония мира» немецкого астронома Иоганна Кеплера. Хиндемит использовал планетарную систему как метафору для своей собственной музыкальной аранжировки хроматической гаммы. Опера была завершена в мае 1957 года, одноимённая симфония — в 1951 году. Произведение рассказывает о некоторых эпизодах из жизни Кеплера, в то время как симфония имеет более обобщённую концепцию.

## История создания
В 1938 году, после премьеры симфонии «Художник Матис», Хиндемит покинул Германию, так как фашисты объявили его «неприемлемым в культурно-политическим смысле». После вынужденного переезда композитор задумался о создании оперы «Гармония мира». Хиндемит хотел начать работу уже в 1940 году, но этому помешала Вторая мировая война. Прошло более десяти лет прежде чем Пауль приступил к работе в 1950 году. Спустя год, в 1951 году композитор создал симфонию из трёх частей «Гармония мира». Названия каждой части были позаимствованы из учения средневекового философа Боэция. Композитор посвятил симфонию швейцарскому дирижеру Паулю Захеру и Базельскому оркестру. Впервые произведение было исполнено к 25-летию коллектива — 25 января 1952 года в Базеле. Либретто было завершено в 1956 году, основное произведение — в мае 1957 года. Пауль Хиндемит сам дирижировал оркестру на мировой премьере оперы — 11 августа 1957 года в Театре Принца-Регента в Мюнхене.

## Сюжет

### Симфония
Музыкальное произведение состоит из трёх частей: Musica Instrumentalis, Musica Humana и Musica Mundana. Первая часть отражает гармонию небесных сфер, в которой, согласно Кеплеру, каждая планета имеет свой собственный звук. Musica Humana, согласно Боэцию, должна показывать гармонию человеческого мира, души и тела, основанную на гармонии чисел. Однако у Кеплера она олицетворяет гармонию мироздания, которую может понять только человеческая душа. Третья часть, согласно Боэцию, описывает гармонию макрокосма, которая рождает музыку сфер. Финал симфонии отражает идею гармонии мира.

### Опера
Сюжет оперы связан с жизнью Иоганна Кеплера, который развивал учение о гармонии мироздания. Его книга «Гармония мира» вдохновила композитора на написание музыкального произведения. Действие оперы происходит в период между 1608 и 1630 годами и показывает моменты из жизни астронома. Основные действующие лица, это: военачальник Валленштейн, который хочет использовать Кеплера для реализации своих претензий на власть; помощник Кеплера Ульрих, стремящийся к научной славе и признанию; мать Кеплера, которая занимается чёрной магий и пытается убедить сына применить свои научные способности в её пользу; лютеранский священник Хизлер, запрещающий астроному участвовать в церковных обрядах. Также в опере присутствуют жена Кеплера Сюзанна, которая поддерживает стремление своего мужа к истине и знаниям, и её ребёнок, который слушает голоса природы в своей детской наивности, и тем самым получает откровение. В конце жизни Кеплер впадает в состояние покорности и считает смерть величайшей гармонией из всех. В его агонии можно услышать музыку сфер: созвездия появляются в опере как аллегорические фигуры и противоречат негативным концепциям Кеплера: за всем, что может быть исследовано человечеством, лежит последнее величественное царство, способное «позволить нам слиться в гигантскую гармонию сфер».

## Партии и их исполнители
| Роль                                                   | Голос      | Исполнение 11 августа 1957 года Дирижёр: Пауль Хиндемит. |
| ------------------------------------------------------ | ---------- | -------------------------------------------------------- |
| Сузанна, жена Кеплера/Венера                           | сопрано    | Liselotte Fölser                                         |
| Сюзанна, дочь Кеплера                                  | сопрано    |                                                          |
| Катарина, мать Кеплера /Луна                           | контральто | Hertha Töpper                                            |
| Валленштейн, военачальник /Юпитер                      | тенор      | Ричард Холм                                              |
| Ульрих Грюссер, ученик Кеплера / Марс                  | тенор      | K. Wehofschlitz                                          |
| Кристоф Кеплер                                         | тенор      |                                                          |
| Иоганн Кеплер , астроном / Земля                       | баритон    | Йозеф Меттерних                                          |
| Император Рудольф II / Император Фердинанд II / Солнце | бас        | Кит Энген                                                |
| Даниэль Хизлер, священник /Меркурий                    | басс       | Joseph Knapp                                             |
| Тансур, астролог /Сатурн                               | басс       | Марсель Кордес                                           |
| Барон Стархемберг                                      | баритон    |                                                          |
| Рихтер                                                 | баритон    |                                                          |

## Записи оперы
В 2002 году немецкий звукозаписывающий лейбл WERGO выпустил запись мировой премьеры оперы как часть издания Paul Hindemith Edition. Композиция была записана в церкви Иисуса Христа, которая расположена в Берлине (район Далем), в феврале/марте 2000 года. Музыку исполнил Немецкий симфонический оркестр Берлина под руководством дирижёра Марека Яновского, роль Иоганна Кеплера — Франсуа Ле Ру.